# Trumpetarsvan
Trumpetarsvan (Cygnus buccinator) är en nordamerikansk fågel i familjen änder inom ordningen andfåglar.

## Utseende
Trumpetarsvanen är den största nordamerikanska fågelarten när det gäller vikt och längd, och den största nu levande vattenlevande fågelarten på jorden. Den enda vattenlevande fågel som är i närheten är den eurasiska knölsvanen. Trumpetarsvanen blir mellan 1,5 och 1,8 meter, med en vinglängd på 2,3–2,6 meter (hanen) och väger mellan sju och 13,6 kilogram, där honorna i genomsnitt är mindre, lättare och mer kortvingade. I övrigt har den helvit dräkt och är mest lik sångsvanen (Cygnus cygnus) med sin helraka näbbrygg, men näbben är större och helsvart.

## Utbredning och systematik
Trumpetarsvanen förekommer i västra Nordamerika, den häckar huvudsakligen i Alaska och västra Kanada samt även lokalt i sydöstra Ontario. Den tillbringar vintern kustnära i södra Alaska, British Columbia och nordvästra USA. Det finns också populationer i ett antal delstater i norra USA, flertalet ett resultat av återinförsel.
Trots likheterna i storlek mellan trumpetarsvan och knölsvan är trumpetarsvanen närmare besläktad med den eurasiska sångsvanen. Vissa har tidigare till och med behandlat dem som samma art.

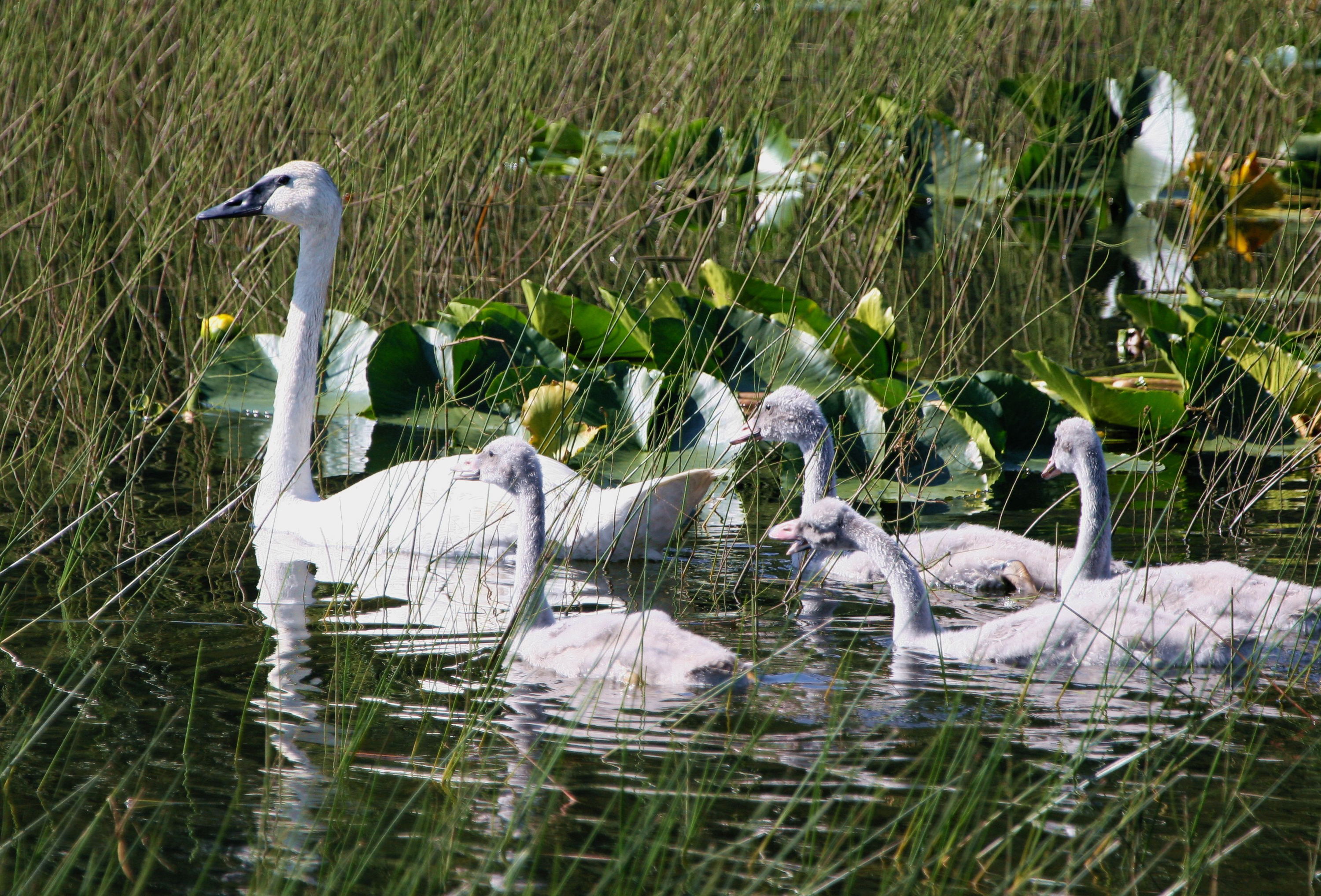

## Status och hot
Även om arten har en relativt liten världspopulation är utbredningsområdet stort och den tros öka i antal. Utifrån dessa kriterier kategoriserar IUCN arten som livskraftig (LC).